# Denver, Pennsylvania
Denver là một thị trấn thuộc quận Lancaster, tiểu bang Pennsylvania, Hoa Kỳ. Năm 2010, dân số của thị trấn này là 3861 người.